# Margarethen am Moos

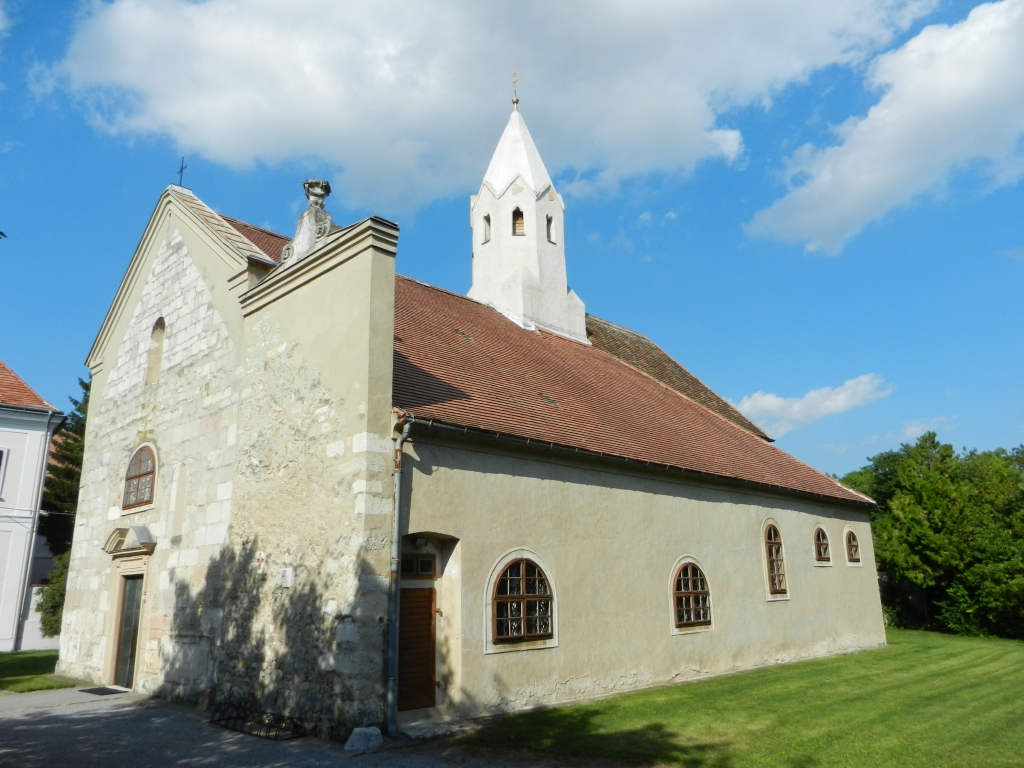
Pfarrkirche Margarethen am Moos

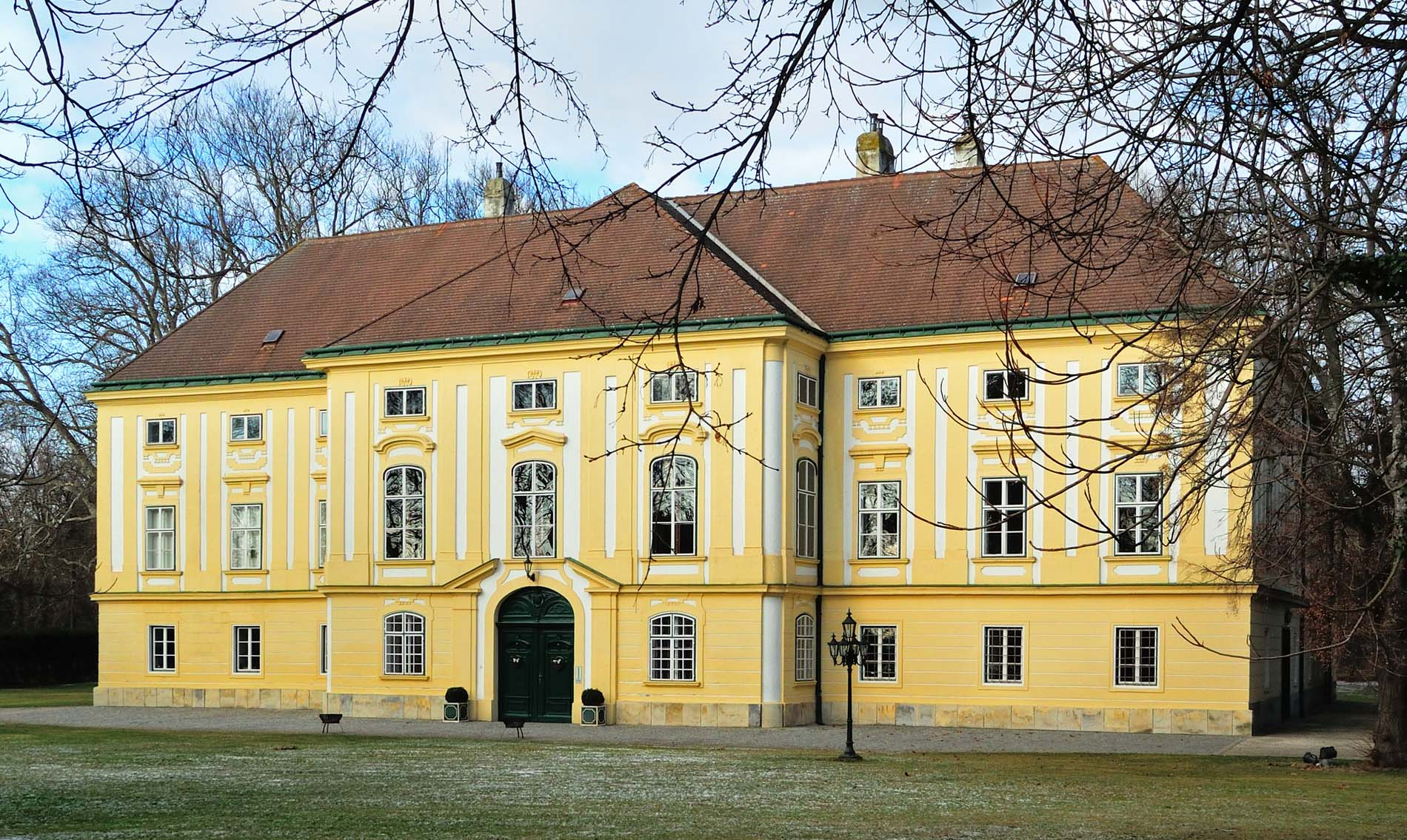
Schloss Margarethen am Moos

Margarethen am Moos ist eine Ortschaft und Katastralgemeinde in der Marktgemeinde Enzersdorf an der Fischa im Bezirk Bruck an der Leitha in Niederösterreich.

## Geografie
Das Straßendorf liegt südlich der Gemeinde Schwadorf.

## Geschichte
Es gibt römische und awarische Funde. Urkundlich wurde der Ort um 1140 genannt. Laut Adressbuch von Österreich waren im Jahr 1938 in der Ortsgemeinde Margarethen am Moos ein Anstreicher, ein Bäcker, ein Fleischer, ein Friseur, drei Gärtner, drei Gastwirte, fünf Gemischtwarenhändler, eine Hebamme, der Kunstmaler Hugo Kretschy, ein Maurermeister, eine Milchgenossenschaft, ein Sattler, ein Schmied, vier Schuster, ein Wagner, zwei Zimmermeister und mehrere Landwirte ansässig.

## Öffentliche Einrichtungen
In Margarethen befindet sich ein Kindergarten.

## Kultur und Sehenswürdigkeiten
- Katholische Pfarrkirche Margarethen am Moos
- Romanischer Karner südlich der Kirche innerhalb des ehemaligen Friedhofes
- Schloss Margarethen am Moos